# 两广线叶爵床
两广线叶爵床（学名：Rostellularia linearifolia sp. liangkwangensis）为爵床科爵床属下的一个亚种。